# 秀英翁戎螺
秀英翁戎螺（学名：Entemnotrochus siuyingae），是一種已滅絕的翁戎螺。由業餘考古學研究者潘常武發現於南投縣中寮鄉大坑中新世南港層，種名取自化石採集者潘常武先生的妻子。

## 外部連接
- 秀英翁戎螺模式標本 - 數位典藏與數位學習聯合目錄